# Diana Stein
Diana Stein (ur. 22 grudnia 1950 w Wilnie) – polska aktorka teatralna i filmowa.
W 1975 roku ukończyła studia na Wydziale Aktorskim PWSFTviT w Łodzi. Występowała w teatrach w Łodzi: Nowym (1975–1979) i Powszechnym (1979–1983).

## Filmografia (wybór)
- 1977: Pokój z widokiem na morze – urzędniczka
- 1978: Ty pójdziesz górą – Eliza Orzeszkowa
- 1978: Wesela nie będzie – Basia
- 1978: Życie na gorąco – Berta Lang, sekretarka Merana (odc. 7)
- 1979: Kobieta i kobieta – sekretarka Śledziewskiego
- 1979: Podróż do Arabii
- 1981: Czerwone węże – Wanda
- 1981: Jan Serce – urzędniczka (odc. 4)
- 1985: Sceny dziecięce z życia prowincji – narzeczona amanta z prowincji

Źródło: Filmpolski.pl.